# Ujj
Az ujj az emlősök, így például a főemlősök közé tartozó emberek végtagjain található tapintószerv. 

## A kéz ujjai
Az érzékelt külső hatásokat a kézfejen keresztül futó inak segítségével közvetíti a test egyéb részeibe. Az egyetlen kivétel a hüvelykujj, amely a hajlaton keresztül közvetlenül a karba küldi az üzeneteket.

### Az ujjak anatómiája
Az anatómiában a hüvelykujjtól kezdődően számozzák az ujjakat. Az emberi test többi részéhez képest ez a terület idegvégződésekben gazdag, így a tapintás érzékszerve. Mikor valakit vagy valamit megtapintunk, az leginkább a kézfejünkkel, pontosabban az ujjunkkal történik. Egy másik fontos példa az idegvégződések kapacitására az, hogy ujjal olvassák a Braille ábécét.
Az ujjak csontjait ujjperceknek hívják, amiből a hüvelykujjon kívül mindegyik ujjban három, itt pedig kettő található. Az ujjak elnevezése: hüvelykujj, mutatóujj, középső ujj, gyűrűs ujj, kisujj.
Ujjak – ossa digitorum

	- pollex

	- index, medius, annularis, minimus

A fiatal gyermekeknél az ujjbegy szövetei azon kevesek közé tartozik, ami teljesen meg tud újulni, bár ezt a képességét az ember 6 éves kor körül elveszíti.
A gyűrűs ujj a középső és kisujj között onnan kapta a nevét, hogy az emberek általában ezen az ujjukon viselik a gyűrűt.